# قضايا بيئية في بنغلاديش

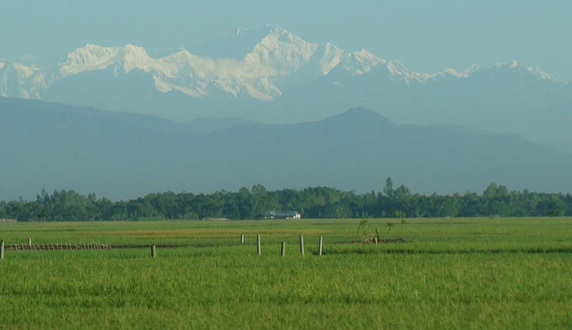

تبلغ مساحة بنغلاديش (147.570) كيلومترًا مربعًا، وتمتلك مساحات من السهول الفيضية والعديد من شبكات الأنهار في جميع أنحاء البلاد. توفر هذه المساحات الموارد الطبيعية الرئيسية من المياه والأراضي والمسمكات والغابات والحياة البرية. تواجه الدولة حاليًا العديد من القضايا البيئية التي تهدد هذه الموارد، بما في ذلك تلوث المياه الجوفية بالمعادن، وزيادة ملوحة مياهها، والأعاصير والفيضانات، والترسيب وتغيير أنماط تدفق التيار بسبب سوء إدارة الأحواض المائية. يمكن أن ترتبط بعض هذه العوامل، مثل الأنماط المتغيرة لتدفق التيار ووجود الرصاص في المياه الجوفية، بالنشاط البشري والعمليات الصناعية بشكل مباشر، في حين أن المشكلات الأخرى، مثل الأعاصير والفيضانات هي مشكلات تحدث بشكل طبيعي. تفاقم العديد من هذه القضايا بسبب تغير المناخ، الذي يتسبب في زيادة حدوث العواصف والأعاصير ورفع منسوب مياه البحر. تعدُ بنغلاديش وفقًا لمؤشر نوتردام للتكيف العالمي، الدولة الثالثة والأربعين الأكثر عرضة لتأثيرات تغير المناخ، والدولة السابعة والثلاثين الأقل استعدادًا لمواجهة هذه الآثار. وقد اتُخذت بعض الإجراءات الحكومية لمعالجة هذه القضايا.

## تلوث المياه الجوفية
أُثبت أن المياه الجوفية في بنغلاديش، والتي تُستخدم مياهًا للشرب، ملوثة بالعديد من المعادن الثقيلة، بما في ذلك الزرنيخ والرصاص والكادميوم والكروم والنحاس والزئبق والنيكل واليورانيوم. حُدد الزرنيخ من بين هذه العوامل على أنه أهم مشكلة صحية، إذ من المحتمل أن يكون نحو (49 %) من المياه الجوفية في بنغلاديش ملوثًا بتركيزات أعلى من التي حددتها  المبادئ التوجيهية لمنظمة الصحة العالمية، ما يؤثر على (35 إلى 77) مليون شخصًا داخل بنغلاديش. يُعد تلوث المياه الجوفية الضحلة بالزرنيخ مشكلة تحدث بشكل طبيعي، وقد تفاقمت بسبب استخدام الآبار الأنبوبية التي تستخرج المياه الجوفية. بدأت الحكومة منذ سبعينيات القرن العشرين في إنشاء آبار أنبوبية ضحلة لتجنب استهلاك المياه السطحية، التي غالبًا ما تكون ملوثة بأنواع البكتيريا المختلفة. وصلت هذه الآبار الأنبوبية إلى المياه الجوفية الملوثة بالزرنيخ. تنتشر هذه المشكلة بشكل أكبر في المناطق الداخلية وفي المناطق الريفية، حيث يستخدم (97 %) من السكان الآبار الأنبوبية. تشمل الآثار الصحية لاستهلاك المياه الملوثة بالزرنيخ تصبغات الجلد، والتي يمكن أن تشكل مقدمة لسرطان الجلد. يمكن أن يسبب أيضًا إنهاك الرئة والمثانة، بالإضافة إلى تأثيرات السمية النمائية والسمية العصبية والسكري وأمراض الرئة وأمراض القلب والأوعية الدموية.
وُجد أن التلوث بالرصاص مرتفع في المناطق المحيطة بدكا. وقد افتُرض أن هذا الأمر يعود إلى وجود العديد من الصناعات في المنطقة، بما في ذلك مُنشآت إعادة تدوير البطاريات. وجدت وزارة البيئة أكثر من (1200) موقعًا صناعيًا تسبب في حدوث تلوث كبير. تشمل أسباب التلوث بالمعادن الإضافية التعدين والنشاط الزراعي. يؤثر وجود الرصاص في المياه على البيئة، وكذلك على صحة الإنسان. أدى وجود الرصاص في التربة إلى تركيز الرصاص في أوراق النباتات المزروعة في المنطقة أيضًا.
يؤثر تلوث المناطق الساحلية بالمعادن الثقيلة على الحياة البحرية والبيئة المحلية أيضًا. وهذا بدوره يؤثر على الناتج الاقتصادي للمنطقة التي تعتمد بشكل جزئي على تربية الأحياء المائية. على سبيل المثال، قد تؤثر المستويات العالية من المعادن على القدرات الإنجابية في البيئة الأصلية أو تلوث البيئة السمكية، إذ لا يستطيع الصياد بيع الأسماك في حال احتوائها على مستويات عالية جدًا من المعادن، وفي حال تناول المستهلك لتلك الأسماك الملوثة، فهو معرض لخطر الإصابة بالمشاكل الصحية، مثل السرطان أو الفشل الكلوي أو التسمم بالمعادن المختلفة. يوجد هناك أيضًا احتمالية أن تذهب الأسماك بعيدًا لتجنب المناطق السامة، والتي ستؤثر أيضًا على معيشة الصيادين في المنطقة.
بذلت الحكومة بعض الجهود لتوفير آبار أنبوبية أعمق خالية من الزرنيخ، وكذلك بذلت العديد من المنظمات غير الحكومية جهودًا لتوفير مرشحات لإزالة الملوثات المعدنية الثقيلة.

## ملوحة المياه الجوفية
تواجه المناطق الساحلية في بنغلاديش، والتي تشكل (32 %) من الأراضي في البلاد، مشاكل تملح ناجمة عن المد العالي وانخفاض تدفق الأنهار خلال موسم الجفاف. يوجد هناك بالفعل تقلبات موسمية طبيعية لارتفاع مستويات المياه المالحة. خلال موسم الجفاف، تتقدم المياه المالحة (240) كيلو مترًا نحو الأمام نتيجة المد. وهذا يؤثر على ملوحة المياه الجوفية في الريف. من المتوقع أن يكون هذا التأثير أكثر حدة في المستقبل بسبب تغير المناخ، الذي يسبب بدوره ارتفاع مستويات سطح البحر. ونتيجةً لذلك، ستتسرب مياه البحر أكثر إلى مناطق المياه العذبة، ما سيكون له تأثيرًا واسع النطاق على النباتات والحيوانات في المنطقة التي تعتمد على وجود المياه العذبة. على سبيل المثال، إذا ارتفع مستوى سطح البحر بمقدار (88) سنتي مترًا، سيبلغ معدل تلوث المياه الداخلية الموجودة حتى مسافة 40 كيلو مترًا، 5 جزءًا في المليون من ملوحة المياه المالحة المتقدمة. وهذا سيؤثر على وجه التحديد على منطقة المياه العذبة الوحيدة من نهر تتوليا، مصب ميغنا. قد يصبح مستوى الملوحة في مصب ميغنا، أكبر نظام لمصبات الأنهار في بنغلاديش، مرتفعًا جدًا للحفاظ على الزراعة وتربية الأحياء المائية. وقد يؤدي أيضًا إلى انقراض بعض الأنواع المهددة بالانقراض في مصب النهر.
بالإضافة إلى التأثير على النباتات والحيوانات الطبيعية في مناطق بنغلاديش الساحلية، فإن زيادة الملوحة يمكن أن تؤثر أيضًا على ملوحة التربة، وبالتالي على الناتج الزراعي لتلك المناطق. وقد لوحظ هذا الاتجاه بالفعل في المناطق الساحلية كساتخيرا مثلًا، حيث انخفضت المساحة الصافية للأراضي المزروعة بنسبة 7% منذ عام 1996 وحتى عام 2008. وقد تأثر إنتاج الأرز بشكل خاص، إذ انخفض من (0.3 إلى 0.1) مليون طنًا منذ عام 2008 وحتى عام 2010. إذا ارتفع منسوب مياه البحر وفقًا لسيناريو مناخي «معتدل»، من المتوقع أن تنتج بنغلاديش كمية أقل من المحصول تبلغ 0.2 مليون طنًا. من المتوقع أن يتضاعف هذا الرقم بسبب سيناريو مناخي «قاسي». تؤثر هذه المشكلة على كل من الاستقرار الاقتصادي للمناطق التي تعتمد على زراعة الأرز مصدرًا للدخل بشكل أساسي، ونمط الحياة وعادات تناول الطعام في المناطق التي تعتمد على نظام غذائي قائم على الأرز. بالإضافة إلى ذلك، تميل الأسر الفقيرة إلى التأثر بشكل غير متناسب بقضية ملوحة المياه الجوفية.

## الأعاصير والفيضانات
تُعد المنطقة الساحلية في بنغلاديش عرضة بشكل خاص للأعاصير. بلغ معدل تكرار الأعاصير بين عامي 1793 و1996، إعصارًا واحدًا كل أربع سنوات ونصف. تمتلك الأعاصير تأثيرًا ضارًا على البيئة المحلية، وكذلك على العائلات وممتلكاتهم. على سبيل المثال، تسبب إعصار ضرب في عام 1970 في وفاة (300,000) شخصًا وخسائر قدرها (86.4) مليون دولارًا أمريكيًا من أضرار في الممتلكات. يمكن أن تؤثر الأعاصير بشكل ضار على إنتاج الغذاء في المنطقة. في عام 1991، تسبب إعصار في تدمير (60 %) من مخزون الماشية في المنطقة المصابة، و(80 %) من مخزون الدواجن في المنطقة المصابة، وتعرض (72,000) هكتارًا من حقول الأرز للمياه المالحة.
يمكن أن تسبب الأعاصير عرام العواصف، والتي تؤثر بشكل أكبر على أولئك الذين يعيشون في المناطق الساحلية. علاوة على ذلك، تزيد الأعاصير من الفيضانات التي تتعرض لها المنطقة بالفعل. تبلغ نسبة الأراضي المغمورة في الفترة الممتدة بين يونيو وأكتوبر نحو (20 إلى 22 %). أظهرت الدراسات التي أجرتها اللجنة الدولية للتغيرات المناخية (آي بّي سي سي) أن تغير المناخ وارتفاع منسوب مياه البحر الناجم عنه سيزيدان من تفاقم نسب الأراضي المغمورة. على سبيل المثال، سيؤدي ارتفاع مستوى سطح البحر بمقدار 45 سنتي مترًا إلى غمر (75 %) من مساحة غابات الأيكة الساحلية. علاوة على ذلك، قد تؤدي زيادة الترسيب في أحواض المياه إلى حدوث المزيد من الفيضانات.
أُشير إلى الفيضانات باعتبارها واحدة من «العوائق الرئيسية التي تحول دون التحسين الاقتصادي للأمة»، لأنها تؤثر على الاقتصاد الزراعي والأمن الغذائي للأمة البنغلاديشية، التي تبلغ مساحة أراضيها المزروعة نحو (74 %) من مجمل الأراضي. لا يمكن استخدام تلك الأراضي لإنتاج منتجات زراعية في حال غمر أجزاء كبيرة منها. تميل الفيضانات إلى التأثير بشكل غير متناسب على الفقراء أكثر من غيرهم، مع احتمال أن يعاني الفقراء من «الكرب الشديد» أثناء الفيضانات أكثر بـمرتين ونصف من الأغنياء.